# 木部村 (福井県)
木部村（きべむら）は福井県坂井郡にあった村。現在の坂井市の北西部、九頭竜川右岸、兵庫川両岸にあたる。一時期、旧村域が坂井町・三国町に分かれ、現在でも坂井町・三国町に冠称が分かれている。

## 地理
- 河川：九頭竜川、兵庫川

## 歴史
- 1889年（明治22年）4月1日 - 町村制の施行により、木部新保村、島村、清永村、折戸村、池見村、木部東村、東荒井村、蛸村、蛸渡村、高柳村、今井村、野中新村、野中村、石丸村、川崎村、楽円村及び油屋村の区域をもって、木部村が発足する。
- 1956年（昭和31年）9月30日 - 坂井村に編入する。

## 経済

### 産業
農業
『大日本篤農家名鑑』によれば木部村の篤農家は、「五十嵐傳右衛門、白崎豊作、廣部徳兵衛、谷川七蔵、八十島九十郎、八十島五郎右衛門」などである。